# Einsamer Hirte
«Einsamer Hirte», también conocida como The Lonely Shepherd en inglés o El pastor solitario en español, es una pieza instrumental de James Last, publicada por primera vez en una grabación con el panflautista rumano Gheorghe Zamfir.

## Historia
Originalmente, el título fue planeado para el álbum Filmusik ohne Filme, que solo contenía composiciones originales de James Last. Este álbum nunca se lanzó, por lo que «Einsamer Hirte» se publicó en el álbum de Russland Erinnerungen (Memorias de Rusia) de 1977. En el mismo año, también se lanzó como sencillo, que alcanzó el puesto 22 en las listas de música en Alemania. Con esta grabación, Gheorghe Zamfir, quien ya había publicado una serie de registros, logró un gran avance internacional. Entre otras cosas, acompañó a James Last en su gira de 1978. 
En 2015 Zamfir interpretó «Einsamer Hirte» junto al violinista Andre Rieu en un concierto en Rumanía.

## En otros medios
«Einsamer Hirte» ha sido usado repetidamente como banda sonora. En 1979, se usó como tema del título para la serie de televisión en seis partes Golden Soak . En 1984 fue utilizada como tema de telenovela venezolana de RCTV "Chao, Cristina" y nuevamente en 1984 en el cortometraje de animación nominado al Óscar Paradise.  En 2003, Quentin Tarantino usó la grabación como banda sonora en una escena y en los créditos finales de su película Kill Bill: Volumen 1.

## Versiones
El título goza de una popularidad ininterrumpida hasta el día de hoy y ha sido grabado recientemente por numerosos artistas.  Una versión de rap de Lamar en 1999 fue bastante exitosa, así como una versión del ecuatoriano Leo Rojas, que le permitió ganar el concurso de talentos de televisión Das Supertalent en diciembre de 2011.